# 죽음의 핑
죽음의 핑(Ping of Death)은 해킹 기법의 하나이다. 규정 크기 이상의 ICMP 패킷으로 시스템을 마비시키는 공격을 말한다. 
Ping명령을 실행하면 ICMP Echo Request 패킷을 원격 IP 주소에 송신하고 ICMP 응답을 기다린다. 방화벽이 ICMP 패킷을 막지 않도록 되어 있다면 이는 시스템 공격 수단으로 이용될 수 있는데, 대표적인 것이 버퍼 크기를 초과하는 핑 패킷으로 공격대상의 IP 스택을 넘치게 하는 것이다. 이것을 'Ping of Death'라고 부른다.

## 같이 보기
- 스머프 공격

## 참고 문헌
- Networking Linux: A Practical Guide to TCP/IP Paperback – March 21, 2001 by Pat Eyler